# Castellaro de' Giorgi
Castellaro de' Giorgi è l'unica frazione di Torre Beretti e Castellaro in provincia di Pavia. Si trova a nordest del centro abitato.

## Storia
Castellaro de' Giorgi (CC C144) appare come Castellarium nell'elenco delle terre soggette a Pavia (1250). Seguì le sorti di Frascarolo, essendo infeudato nel 1441 ai Birago che lo vendono ai Varesini, tornando ai Birago ed essendo poi infeudato a Mercurino Arborio di Gattinara (1522), tornando infine ai Varesini. Questi ultimi, che vendettero Frascarolo ai Bellisomi e Cassina de' Bossi ai Cannobio, nel 1675 vendono anche Castellaro ai Pattigna, feudatari anche nel secolo successivo. Il feudo di Castellaro comprendeva anche il comune di Cassina Comuna, che fu soppresso e unito definitivamente a Castellaro nel 1818. Il comune di Castellaro de' Giorgi fu a sua volta soppresso e unito a Torre Beretti nel 1928.